# Kanton Basel-Landschaft

Logo des Kantons Basel-Landschaft

Basel-Landschaft (Kürzel BL; inoffiziell meist Baselland oder das Baselbiet genannt, französisch Bâle-Campagne, italienisch Basilea Campagna, rätoromanisch Basilea-Champagnaⓘ) ist ein Kanton der Schweiz. Er zählt zum Wirtschaftsraum Nordwestschweiz und zur Metropolregion Basel. Der Hauptort ist Liestal, der einwohnerstärkste Ort hingegen Allschwil an der Kantonsgrenze zu Basel.
Das Kantonsgebiet reicht von Vorstadtgemeinden um die Stadt Basel im Norden über kleinstädtische Strukturen rund um den Kantonshauptort Liestal bis zu grossen Wald- und Gebirgsflächen in den Juratälern im Süden. Der Kanton grenzt im Westen an Frankreich, im Norden an den Kanton Basel-Stadt und an Deutschland, im Osten an den Kanton Aargau und im Süden an den Kanton Solothurn. Im Südwesten folgt die Kantonsgrenze zum Kanton Jura zudem grösstenteils der französisch-deutschen Sprachgrenze der Schweiz.

## Geographie
- Höchste Erhebung: Hinteri Egg (1168 m)[4]
- Tiefster Punkt: Mündung der Birs in den Rhein (246 m)

Der Kanton befindet sich im Nordwesten der Schweiz. Mit Ausnahme weniger Ortschaften umfasst er sämtliche Gemeinden des Laufentals entlang der Birs, das Birseck und das untere Leimental (Unterbaselbiet) sowie die Gemeinden entlang der Ergolz und ihrer Zuflüsse (Oberbaselbiet). Die geographische Form des Kantons ist besonders wegen der Lage des benachbarten solothurnischen Schwarzbubenlands «unregelmässig», die Kantonsgrenze durchquert auch mehrere städtische Agglomerationen einer Stadt, die nicht selbst im Kanton liegt, und berührt zwei andere Staaten.
Flächenmässig gehört er zu den kleineren Kantonen der Schweiz (Platz 18 von 26). Aufgrund seiner dichten Besiedlung liegt er jedoch im Einwohnerrang auf Platz 10. Die Trennung des Standes Basel in die zwei «Halbkantone» Basel-Stadt und Basel-Landschaft erfolgte im Jahr 1833 (siehe unten Geschichte).
Der Kanton Basel-Landschaft grenzt im Osten und Nordosten an den Kanton Aargau sowie an den Rhein, der die Landesgrenze zu Deutschland bildet. Des Weiteren grenzt im Norden der Kanton Basel-Stadt an. Im weiteren Verlauf folgt dann im Nordwesten die Landesgrenze zu Frankreich.
Im Süden grenzt er an das Mutterland des Kantons Solothurn, von dem einige Exklaven westlich an den Kanton Basel-Landschaft grenzen. Im äussersten Südwesten verläuft die Grenze zum Kanton Jura.
Die Ausdehnung des Kantons wird in seiner inoffiziellen Hymne, dem Baselbieterlied, thematisiert.

## Wappen
Das Wappen des Kantons zeigt einen roten Hirtenstab (Baselstab). Auf der Biegung des Stabs befinden sich sieben Ausstülpungen, welche in Versionen vor dem 10. März 1948 als sieben Kugeln den Stab noch nicht berührten. Eine heraldische Besonderheit ist die Linkswendung des Stabes, also von der Fahnenstange weg.
Diese Abwendung von der Fahnenstange symbolisiert die Abwendung vom Kanton Basel-Stadt und hebt die Unabhängigkeit hervor.
Das Wappen entstammt dem Stadtwappen von Liestal. Um die beiden Wappen besser unterscheiden zu können, wurde die rote Umrandung entfernt.

## Bevölkerung
Per 30. September 2023 überschritt die Einwohnerzahl des Kantons Basel-Landschaft erstmals die Marke von 300'000 und stieg bis 30. September 2024 auf 302'984. Die Bevölkerungsdichte liegt mit 585 Einwohnern pro Quadratkilometer annähernd bei dem Dreifachen des Schweizer Durchschnitts (217 Einwohner pro Quadratkilometer). Der Ausländeranteil (gemeldete Einwohner ohne Schweizer Bürgerrecht) bezifferte sich am 30. September 2024 auf 25,9 Prozent, während landesweit 27,0 Prozent Ausländer registriert waren. Per 30. Juni 2021 betrug die Arbeitslosenquote 2,4 Prozent gegenüber 2,8 Prozent auf eidgenössischer Ebene.

### Sprache
Amtssprache des Kantons und seiner Gemeinden ist Deutsch. Alle Kantons- und Gemeindebehörden sind jedoch verpflichtet, Eingaben auch in einer anderen Amtssprache des Bundes entgegenzunehmen.
Verkehrssprache ist Schweizerdeutsch in zwei Ausprägungen: In Stadtnähe entspricht das Idiom weitgehend dem niederalemannischen Baseldeutsch der Stadt Basel, während im Oberbaselbiet und im Laufental hochalemannische Dialekte gesprochen werden. Alle im Kanton gesprochenen Varianten gehören jedoch dem Nordwestschweizerdeutschen an, das sich durch eine konsequente Dehnung der kurzen mittelhochdeutschen Vokale in offener Silbe (etwa mhd. baden [badɘn] > bl. baade [baːdɘ] ‹baden›, mhd. siben [sɪbɘn] > bl. sììbe [sɪːbɘ] ‹sieben›, mhd. stuben [stʊbɘn] > bl. Stùùbe [ʃtʊːbɘ] ‹Stube›) sowie durch die sogenannte Extremverdumpfung von mittelhochdeutschem langem /a:/ (etwa mhd. strâʒʒe [straːsːɘ] > bl. Strooss [ʃtroːsː] ‹Strasse›) auszeichnet.
Im äussersten Westen fällt die Kantonsgrenze teilweise mit der traditionellen französisch-deutschen Sprachgrenze zusammen. Sprachgrenzgemeinden sind Roggenburg und Liesberg. Im Nordwesten grenzt der Kanton an die historisch deutschsprachige respektive elsässischsprachige Region Elsass, in dem jedoch Französisch ebenfalls Amts- und Verkehrssprache ist und somit neben der angrenzenden Westschweiz auch einen weiteren Bezugspunkt zur französischen Sprache und Kultur darstellt.

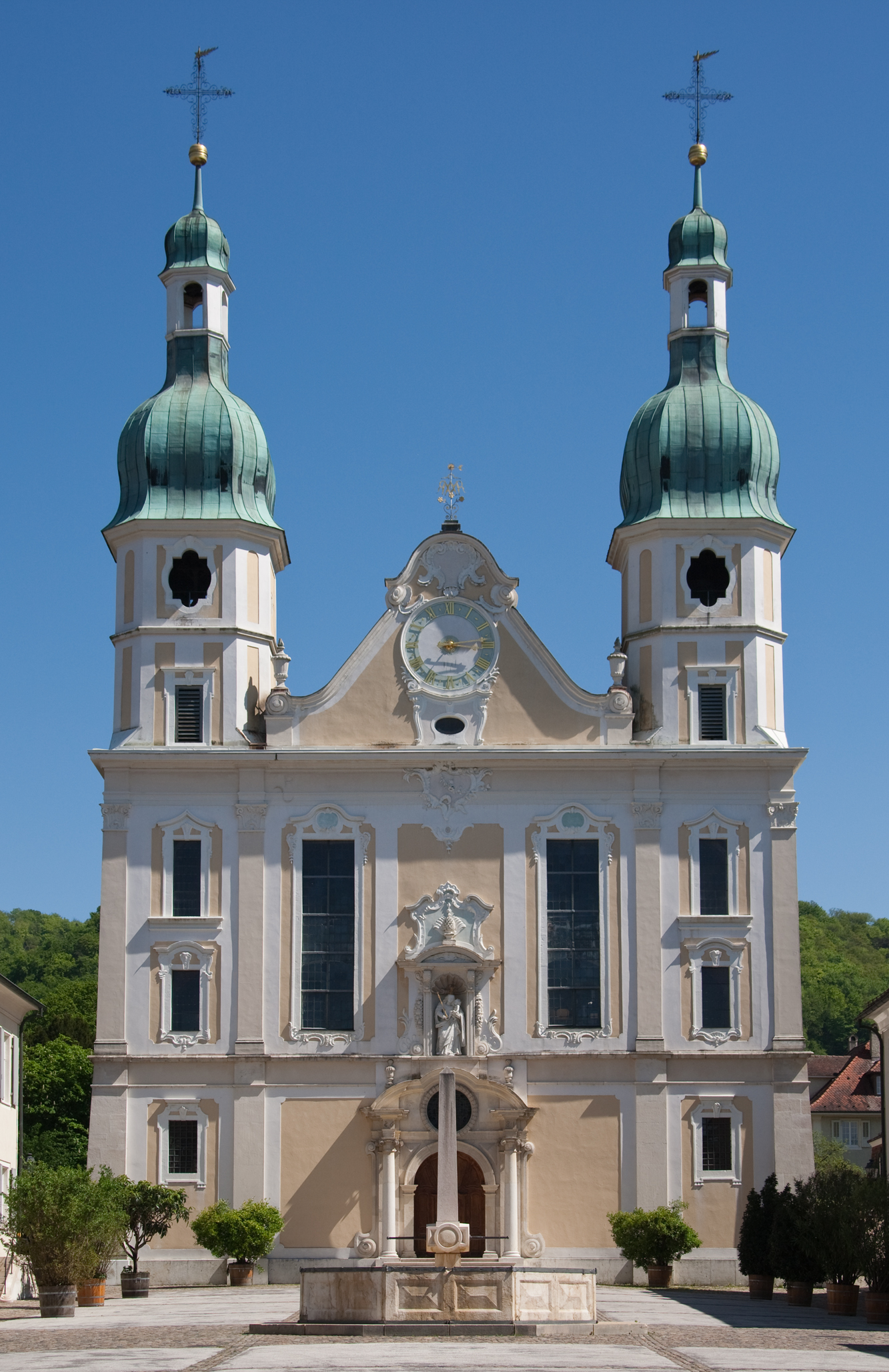
Der Arlesheimer Dom (1681) in der Formensprache des Barocks, ehemaliger Sitz des Domkapitels des Bistums Basel

### Religionen – Konfessionen
Von der gesamten Wohnbevölkerung des Kantons Basel-Landschaft waren per 31. Dezember 2023 24,9 % (75'141 Einwohner) Mitglied der Evangelisch-reformierten Kirche des Kantons Basel-Landschaft, 20,7 % (62'483 Einwohner) gehörten der römisch-katholischen Kirche an und 54,3 % (163'658) waren Konfessionslose oder gehörten andere Glaubensgemeinschaften an (100 %: 301'262 Einwohner).
Seit der Volkszählung 2000 liegen (abgesehen von den drei Landeskirchen) für die Gesamtbevölkerung des Kantons Basel-Landschaft keine genauen Mitgliederzahlen zu den verschiedenen Religionsgemeinschaften mehr vor. Das Bundesamt für Statistik führt jedoch Stichprobenerhebungen durch, bei welchen auch andere Religionsgemeinschaften im Kanton erfasst werden. Bei der Stichprobenerhebung von 2017 gaben 30,2 % der Befragten ab 15 Jahren im Kanton Basel-Landschaft an, keiner Kirche oder Religionsgemeinschaft anzugehören. Zudem zeigte die Befragung, dass von den Schweizerbürgern im Kanton Basel-Landschaft ab 15 Jahren eine Mehrheit von 66,5 % einer christlichen Kirche angehört. Bei der Kantonsbevölkerung ab 15 Jahren mit ausländischem Pass stellt keine einzelne Religionsgemeinschaft die Mehrheit: 41,6 % sind Mitglied einer christlichen Kirche, und eine grössere Minderheit von 17,9 % gehört der islamischen Gemeinschaft an.
| Religion                                                                                       | Total der Befragten | Schweizer Staats- angehörigkeit | Schweizer ohne Migrations- hintergrund | Schweizer mit Migrations- hintergrund | Ausländische Staats- angehörigkeit |
| ---------------------------------------------------------------------------------------------- | ------------------- | ------------------------------- | -------------------------------------- | ------------------------------------- | ---------------------------------- |
| Christentum                                                                                    | 61,1                | 66,5                            | 70,5                                   | 48,9                                  | 41,6                               |
| – Evangelisch-reformierte Kirche des Kantons Basel-Landschaft                                  | 30,0                | 36,6                            | 41,5                                   | 14,2                                  | 06,1                               |
| – römisch-katholische Kirche                                                                   | 25,6                | 25,0                            | 24,8                                   | 26,5                                  | 27,9                               |
| – andere christliche Kirchen                                                                   | 05,5                | 04,9                            | 04,2                                   | 08,2                                  | 07,6                               |
| andere Religionen                                                                              | 07,5                | 03,5                            | 00,5                                   | 16,4                                  | 21,6                               |
| – Islam                                                                                        | 05,6                | 02,2                            | 00,2                                   | 11,3                                  | 17,9                               |
| – Judentum                                                                                     | 00,2                | 00,2                            | <0,1                                   | 00,5                                  | <0,1                               |
| – übrige Religionen                                                                            | 01,7                | 01,1                            | 00,3                                   | 04,6                                  | 03,7                               |
| konfessionslos*                                                                                | 30,2                | 29,0                            | 27,9                                   | 33,6                                  | 34,7                               |
| unbekannt/keine Angabe                                                                         | 01,1                | 01,0                            | 01,0                                   | 01,1                                  | 02,0                               |
| *Atheisten, Agnostiker oder Gläubige ohne Zugehörigkeit zu einer Kirche/Religionsgemeinschaft. |                     |                                 |                                        |                                       |                                    |

Traditionelle Konfession in den vor 1798 zur Stadt Basel gehörenden Teilen des Baselbiets – die heutigen Bezirke Liestal, Sissach und Waldenburg sowie einzelne Gemeinden im heutigen Bezirk Arlesheim – ist die reformierte; traditionelle Konfession des Laufentals, des hinteren Leimentals und des Birsecks, die bis 1798 zum Fürstbistum Basel gehörten, ist die katholische.
Infolge der modernen Migration und der Agglomerationsbildung sind diese Grenzen heute besonders in der Nähe der Stadt Basel stark verwischt.

## Verfassung und Politik
Die gegenwärtige Verfassung des Kantons Basel-Landschaft datiert vom 17. Mai 1984 (mit seitherigen Änderungen).

### Legislative
Im Parlament des Kantons Basel-Landschaft, dem Landrat, haben 90 Volksvertreter (Landräte) Einsitz. Wahlen zum Landrat finden alle vier Jahre gemäss Verhältniswahlrecht (Proporz) statt. Er kann nicht vorzeitig aufgelöst werden. Das unten stehende Diagramm zeigt die momentane Sitzverteilung des Landrates (Stand 12. Februar 2023).
|  | Partei                                      | Prozent | Sitze | Sitzverteilung                                                                            | Wähleranteil in Prozent |
|  | ------------------------------------------- | ------- | ----- | ----------------------------------------------------------------------------------------- | --- |
|  | Schweizerische Volkspartei (SVP)            | 22,9    | 21    | Insgesamt 90 Sitze - Grüne: 12 - SP: 20 - GLP: 6 - EVP: 4 - Mitte: 10 - FDP: 17 - SVP: 21 | Wahlen zum Landrat Basel-Land vom 12. Februar 2023Wahlbeteiligung: 34,28 % 3020100 22,8821,9618,0012,5210,878,365,220,19 SVPSPFDPGrüneMitteGLPEVPSonst.Gewinne und Verlusteim Vergleich zu 2019 %p 4 2 0 −2 −4+0,22−0,88+0,96−2,63−1,64+3,85+0,28−0,16SVPSPFDPGrüneMitteGLPEVPSonst. |
|  | Sozialdemokratische Partei der Schweiz (SP) | 22,0    | 20    | Insgesamt 90 Sitze - Grüne: 12 - SP: 20 - GLP: 6 - EVP: 4 - Mitte: 10 - FDP: 17 - SVP: 21 | Wahlen zum Landrat Basel-Land vom 12. Februar 2023Wahlbeteiligung: 34,28 % 3020100 22,8821,9618,0012,5210,878,365,220,19 SVPSPFDPGrüneMitteGLPEVPSonst.Gewinne und Verlusteim Vergleich zu 2019 %p 4 2 0 −2 −4+0,22−0,88+0,96−2,63−1,64+3,85+0,28−0,16SVPSPFDPGrüneMitteGLPEVPSonst. |
|  | FDP.Die Liberalen (FDP)                     | 18,0    | 17    | Insgesamt 90 Sitze - Grüne: 12 - SP: 20 - GLP: 6 - EVP: 4 - Mitte: 10 - FDP: 17 - SVP: 21 | Wahlen zum Landrat Basel-Land vom 12. Februar 2023Wahlbeteiligung: 34,28 % 3020100 22,8821,9618,0012,5210,878,365,220,19 SVPSPFDPGrüneMitteGLPEVPSonst.Gewinne und Verlusteim Vergleich zu 2019 %p 4 2 0 −2 −4+0,22−0,88+0,96−2,63−1,64+3,85+0,28−0,16SVPSPFDPGrüneMitteGLPEVPSonst. |
|  | Grüne Partei der Schweiz (GPS)              | 12,5    | 12    | Insgesamt 90 Sitze - Grüne: 12 - SP: 20 - GLP: 6 - EVP: 4 - Mitte: 10 - FDP: 17 - SVP: 21 | Wahlen zum Landrat Basel-Land vom 12. Februar 2023Wahlbeteiligung: 34,28 % 3020100 22,8821,9618,0012,5210,878,365,220,19 SVPSPFDPGrüneMitteGLPEVPSonst.Gewinne und Verlusteim Vergleich zu 2019 %p 4 2 0 −2 −4+0,22−0,88+0,96−2,63−1,64+3,85+0,28−0,16SVPSPFDPGrüneMitteGLPEVPSonst. |
|  | Die Mitte                                   | 10,9    | 010   | Insgesamt 90 Sitze - Grüne: 12 - SP: 20 - GLP: 6 - EVP: 4 - Mitte: 10 - FDP: 17 - SVP: 21 | Wahlen zum Landrat Basel-Land vom 12. Februar 2023Wahlbeteiligung: 34,28 % 3020100 22,8821,9618,0012,5210,878,365,220,19 SVPSPFDPGrüneMitteGLPEVPSonst.Gewinne und Verlusteim Vergleich zu 2019 %p 4 2 0 −2 −4+0,22−0,88+0,96−2,63−1,64+3,85+0,28−0,16SVPSPFDPGrüneMitteGLPEVPSonst. |
|  | Grünliberale Partei (GLP)                   | 08,4    | 06    | Insgesamt 90 Sitze - Grüne: 12 - SP: 20 - GLP: 6 - EVP: 4 - Mitte: 10 - FDP: 17 - SVP: 21 | Wahlen zum Landrat Basel-Land vom 12. Februar 2023Wahlbeteiligung: 34,28 % 3020100 22,8821,9618,0012,5210,878,365,220,19 SVPSPFDPGrüneMitteGLPEVPSonst.Gewinne und Verlusteim Vergleich zu 2019 %p 4 2 0 −2 −4+0,22−0,88+0,96−2,63−1,64+3,85+0,28−0,16SVPSPFDPGrüneMitteGLPEVPSonst. |
|  | Evangelische Volkspartei (EVP)              | 05,2    | 04    | Insgesamt 90 Sitze - Grüne: 12 - SP: 20 - GLP: 6 - EVP: 4 - Mitte: 10 - FDP: 17 - SVP: 21 | Wahlen zum Landrat Basel-Land vom 12. Februar 2023Wahlbeteiligung: 34,28 % 3020100 22,8821,9618,0012,5210,878,365,220,19 SVPSPFDPGrüneMitteGLPEVPSonst.Gewinne und Verlusteim Vergleich zu 2019 %p 4 2 0 −2 −4+0,22−0,88+0,96−2,63−1,64+3,85+0,28−0,16SVPSPFDPGrüneMitteGLPEVPSonst. |

Politisch gesehen ist das Oberbaselbiet konservativer als der untere Kantonsteil.
Das Volk ist nicht nur über seine Abgeordneten, sondern auch direkt an der Gesetzgebung beteiligt: Verfassungsänderungen sowie Gesetzeserlasse, die der Landrat mit weniger als vier Fünfteln der anwesenden Mitglieder erlässt, unterstehen zwingend der Volksabstimmung (obligatorisches Referendum). Deutlicher angenommene Erlasse sowie Beschlüsse über neue einmalige Ausgaben von mehr als 500'000 Franken oder über neue jährlich wiederkehrende Ausgaben von mehr als 50'000 Franken unterstehen dann der Volksabstimmung, wenn es von 1500 Wahlberechtigten verlangt wird (fakultatives Referendum). 1500 Stimmberechtigte können überdies innert zweier Jahre den Erlass, die Änderung oder die Aufhebung eines Gesetzes oder der Verfassung beantragen, worauf es zu einer Volksabstimmung kommt (Volksinitiative) – es sei denn, eine Gesetzesinitiative werde zugunsten eines im Landrat breit abgestützten Alternativvorschlags zurückgezogen.

### Exekutive
Die Regierung des Kantons, der Regierungsrat, umfasst fünf Mitglieder (Regierungsräte), die gemäss Mehrheitswahlrecht (Majorz) direkt vom Volk fest auf vier Jahre gewählt werden. Den Vorsitz führt der Regierungspräsident, der alljährlich vom Landrat aus den Mitgliedern des Regierungsrates gewählt wird.
| Regierungsrat     | Partei    | Direktion                                  |
| ----------------- | --------- | ------------------------------------------ |
| Anton Lauber      | Die Mitte | Finanz- und Kirchendirektion               |
| Thomi Jourdan     | EVP       | Volkswirtschafts- und Gesundheitsdirektion |
| Isaac Reber       | GPS       | Bau- und Umweltschutzdirektion             |
| Monica Gschwind   | FDP       | Bildungs-, Kultur- und Sportdirektion      |
| Kathrin Schweizer | SP        | Sicherheitsdirektion                       |

Bei den Wahlen vom 27. März 2011 verdrängte Isaac Reber den bisherigen SVP-Vertreter Jörg Krähenbühl aus der Regierung. Es handelte sich dabei um die erste Nichtwiederwahl eines Bisherigen seit 1950. Reber hatte sein Amt am 1. Juli 2011 angetreten.
Am 13. Dezember 2012 kündigte Adrian Ballmer seinen Rücktritt auf Mitte 2013 an. Bei der Wahl um seinen Nachfolger konnte sich schliesslich am 21. April 2013 im zweiten Wahlgang Thomas Weber (SVP) durchsetzen, nachdem beim ersten Wahlgang am 3. März 2013 noch Eric Nussbaumer (SP) in Führung lag, jedoch das erforderliche absolute Stimmenmehr verfehlte.
Der Tod von Peter Zwick am 23. Februar 2013 erforderte eine zweite Regierungsratsnachwahl. Diese wurde auf den 9. Juni 2013 angesetzt. Hier konnte sich Anton Lauber (damals CVP, jetzt Die Mitte) im ersten Wahlgang klar gegen Thomi Jourdan (EVP) durchsetzen.
Bei den Wahlen vom 12. Februar 2023 trat Thomas Weber (SVP) nicht mehr an. An seine Stelle wurde mit Thomi Jourdan erstmals ein Politiker der Evangelischen Volkspartei (EVP) in eine Kantonsregierung gewählt. Sandra Sollberger (SVP) schaffte es hingegen nicht, den Sitz der SVP zu verteidigen.

### Judikative
Höchstes kantonales Gericht ist das Kantonsgericht, das 2001 aus dem bisherigen Obergericht, Verfassungsgericht, Verwaltungsgericht und Versicherungsgericht gebildet wurde.
Erstinstanzliche Gerichte sind für zivile Prozesse die beiden Zivilkreisgerichte und für Strafprozesse das Strafgericht und das Jugendgericht.
Auf kommunaler Ebene wirken als schlichtende Vorinstanz die Friedensrichter.

### Gemeinden und Bezirke
Der Kanton Basel-Landschaft beabsichtigte, einen ausgeglichenen Staatshaushalt bis 2016 sowie eine hundertprozentige Selbstfinanzierung bis 2018 zu erreichen. Aufgrund dessen sollten unter anderem alle Gemeinden gestärkt und die fünf Bezirke in sechs sogenannte Regionalkonferenzen umgewandelt werden.

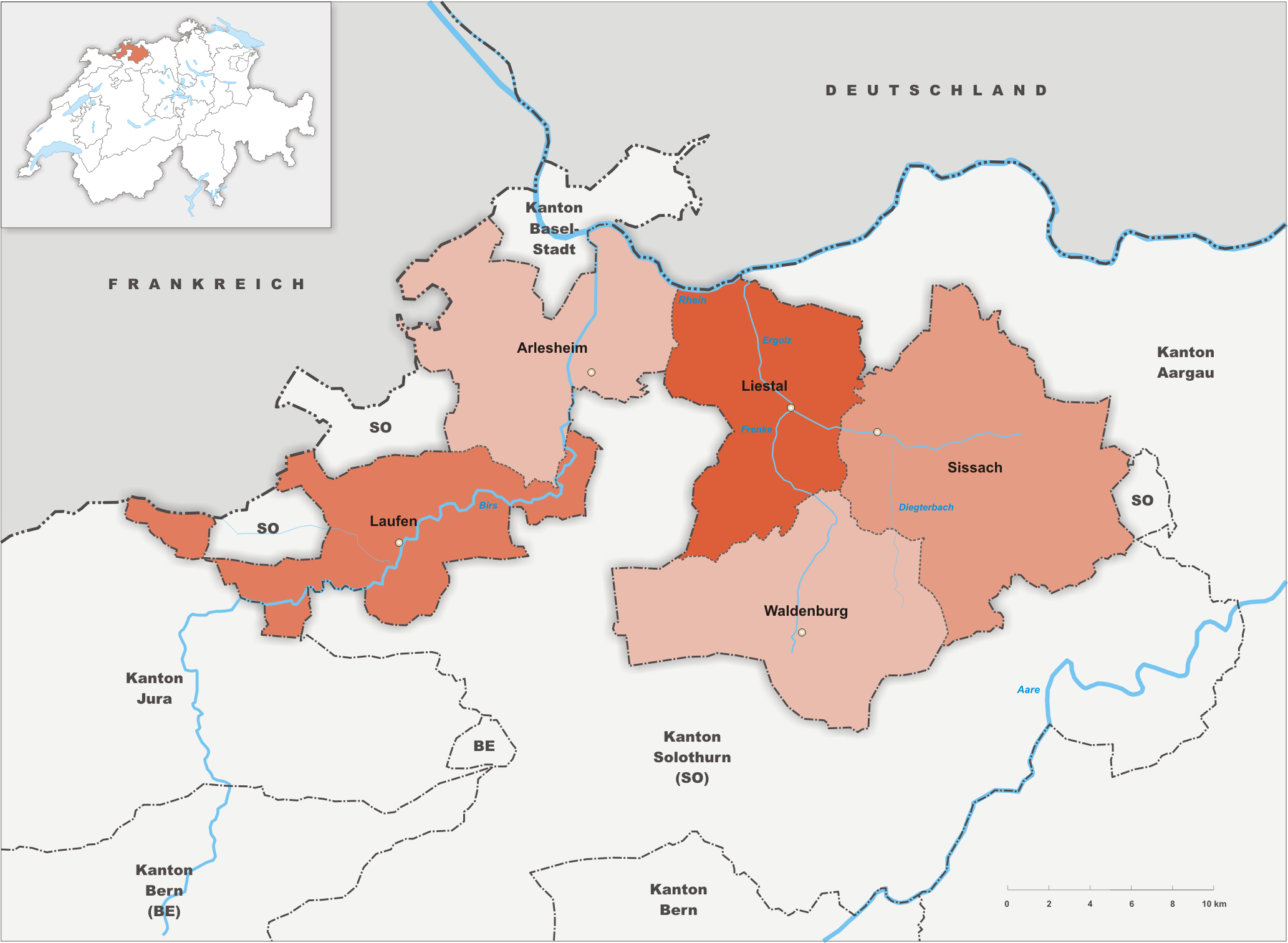
Bezirke des Kantons Basel-Landschaft

Der Kanton Basel-Landschaft ist in fünf Bezirke aufgeteilt:
| Bezirk     | Einwohner (31. Dezember 2023) | Fläche in km² | Hauptort   | Anzahl Gemeinden |
| ---------- | ----------------------------- | ------------- | ---------- | ---------------- |
| Arlesheim  | 160'612                       | 096.22        | Arlesheim  | 15               |
| Laufen     | 021'091                       | 089.56        | Laufen     | 13               |
| Liestal    | 063'597                       | 085.86        | Liestal    | 14               |
| Sissach    | 037'163                       | 141.04        | Sissach    | 29               |
| Waldenburg | 016'374                       | 104.99        | Waldenburg | 15               |
| Total (5)  | 298'837                       | 517.67        | Liestal    | 86               |

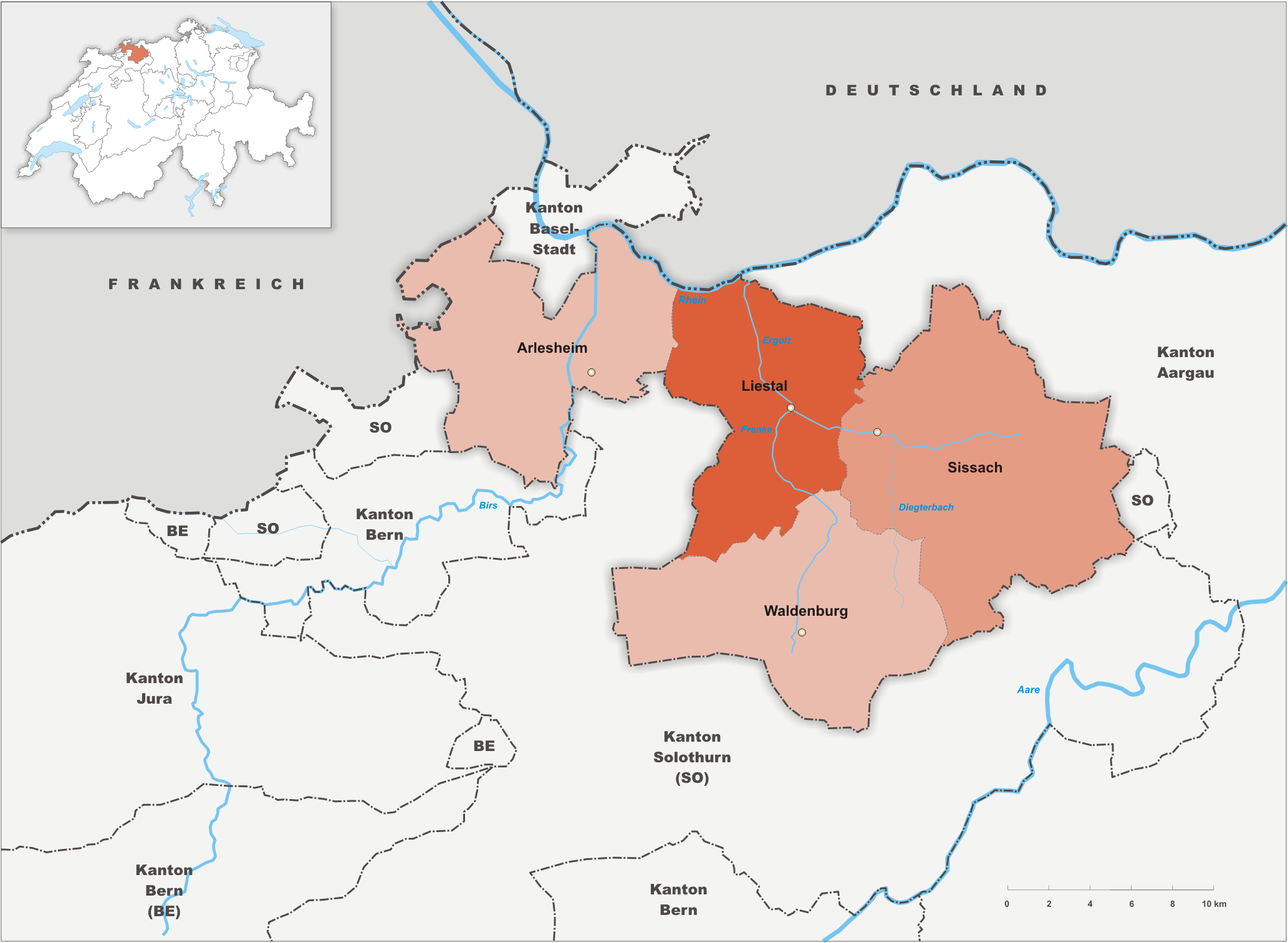
Bezirke des Kantons Basel-Landschaft bis 31. Dezember 1993

- Vor dem Wechsel des Laufentals zum Kanton Basel-Landschaft am 1. Januar 1994 gehörte der Bezirk Laufen zum Kanton Bern.
- Die Aufteilung des Bezirks Arlesheim in einen Bezirk Birstal und einen Bezirk Birsigtal stand in den 1990er-Jahren zur Diskussion; er ist mit Abstand der bevölkerungsreichste Bezirk. Um aber dem unteren Kantonsteil kein höheres Gewicht zu verleihen, wurde die Angelegenheit nicht mehr weiter verfolgt.

### Vertretung auf Bundesebene
Der Kanton Basel-Landschaft entsendet als historischer Halbkanton einen Vertreter in den Ständerat und sieben Abgeordnete in den Nationalrat, die beiden Parlamentskammern auf Bundesebene.

## Wirtschaft
Bekannte Firmen aus dem Baselbiet sind Endress+Hauser, Ronda, Novartis, Ricola, Weleda, Bombardier, Laufen, Renata, Clariant und die Georg Fischer JRG AG.
2022 betrug das Bruttoinlandsprodukt (BIP) 22,8 Milliarden Franken (Platz 11 unter den 26 Kantonen). Mit einem BIP pro Kopf von 77'693 Franken (2022) belegte der Kanton Platz 13. Die Arbeitslosenquote im Kanton liegt knapp unter dem Schweizer Durchschnitt. Per 30. Juni 2021 betrug die «Arbeitslosenquote» 2,4 Prozent gegenüber 2,8 Prozent auf eidgenössischer Ebene.

Die römische Koloniestadt Augusta Raurica, Amphitheater

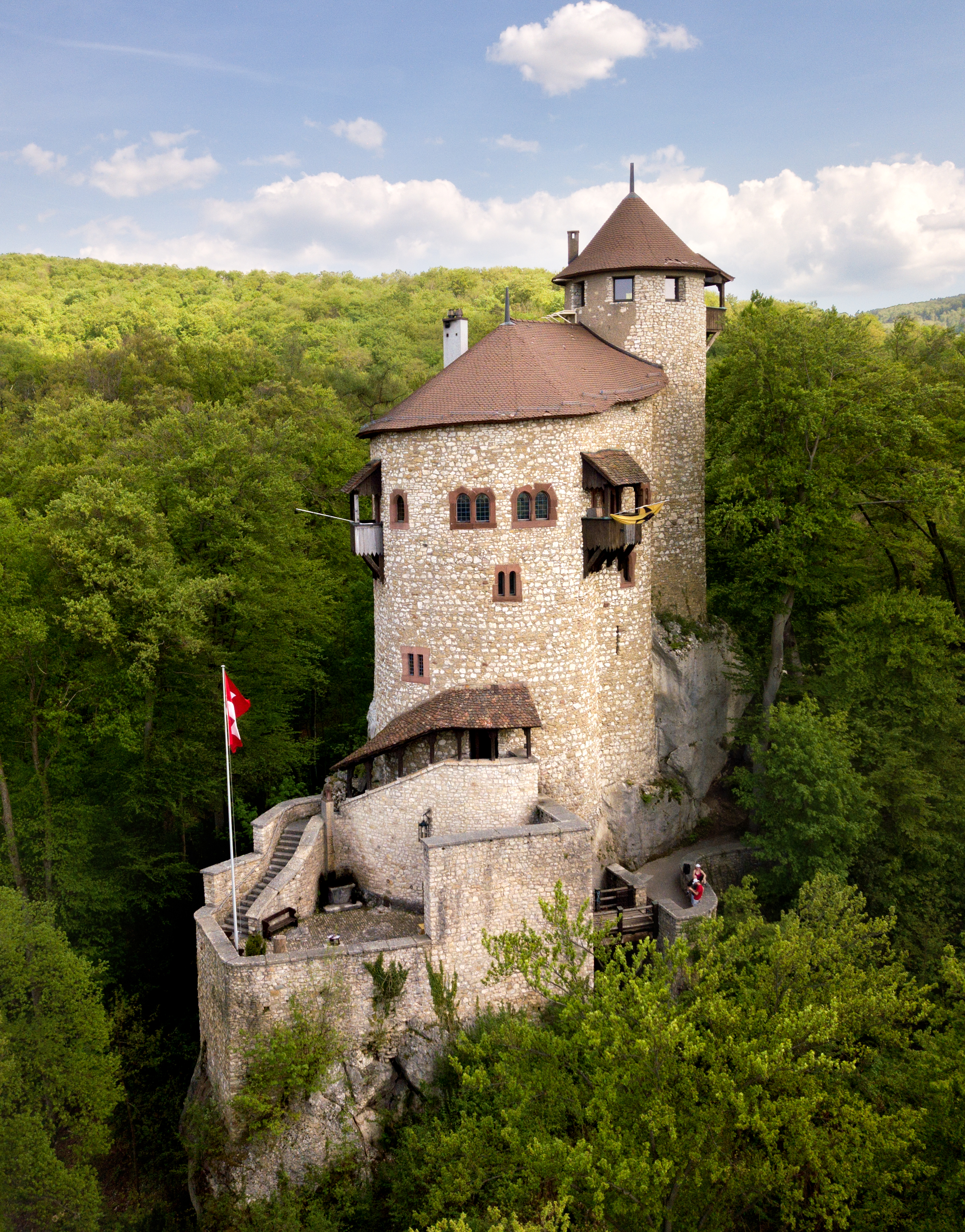
Die Burg Reichenstein bei Arlesheim

Im Jahr 2020 wurden 18,8 Prozent der landwirtschaftlichen Nutzfläche des Kantons durch 161 Betriebe biologisch bewirtschaftet.

## Tourismus
Das Baselbiet ist für seine malerische Jura-Landschaft im Oberbaselbiet bekannt, ein häufiges Postkartensujet sind hierbei die blühenden Kirschbäume im Frühling.
Zahlreiche Wanderwege verbinden Berg und Tal. Besonders beliebt ist die Region Wasserfallen auf über 1000 m ü. M., auf die von Reigoldswil aus die Wasserfallenbahn führt (die einzige Gondelbahn der Region).
Im Sommer beliebt ist die solarbetriebene Rodelbahn bei Langenbruck in der Wanne, einem Talkessel östlich des Beretenchopfs (1104 m ü. M.). Im Winter sind gleichenorts bei genügend Schnee zwei Skilifte in Betrieb; die Untere Wanne befindet sich auf Baselbieter Boden, die Obere Wanne hingegen bereits auf dem Gemeindegebiet von Holderbank (Kanton Solothurn). Weitere Skilifte für Wintersportler werden in Zeglingen (Staffelalp) und Oltingen (Schafmatt) betrieben. Skilanglauf ist in Bärenwil (Loipenlänge 6 Kilometer) und Reigoldswil (Loipenlänge 3 Kilometer) möglich. Von 1911 bis 2010 waren östlich von Langenbruck mit den Sprungschanzen Freichelen drei Skisprungschanzen in Betrieb.
Weitere touristische Attraktionen:
- Schloss Angenstein, Duggingen
- Arlesheimer Dom, Arlesheim

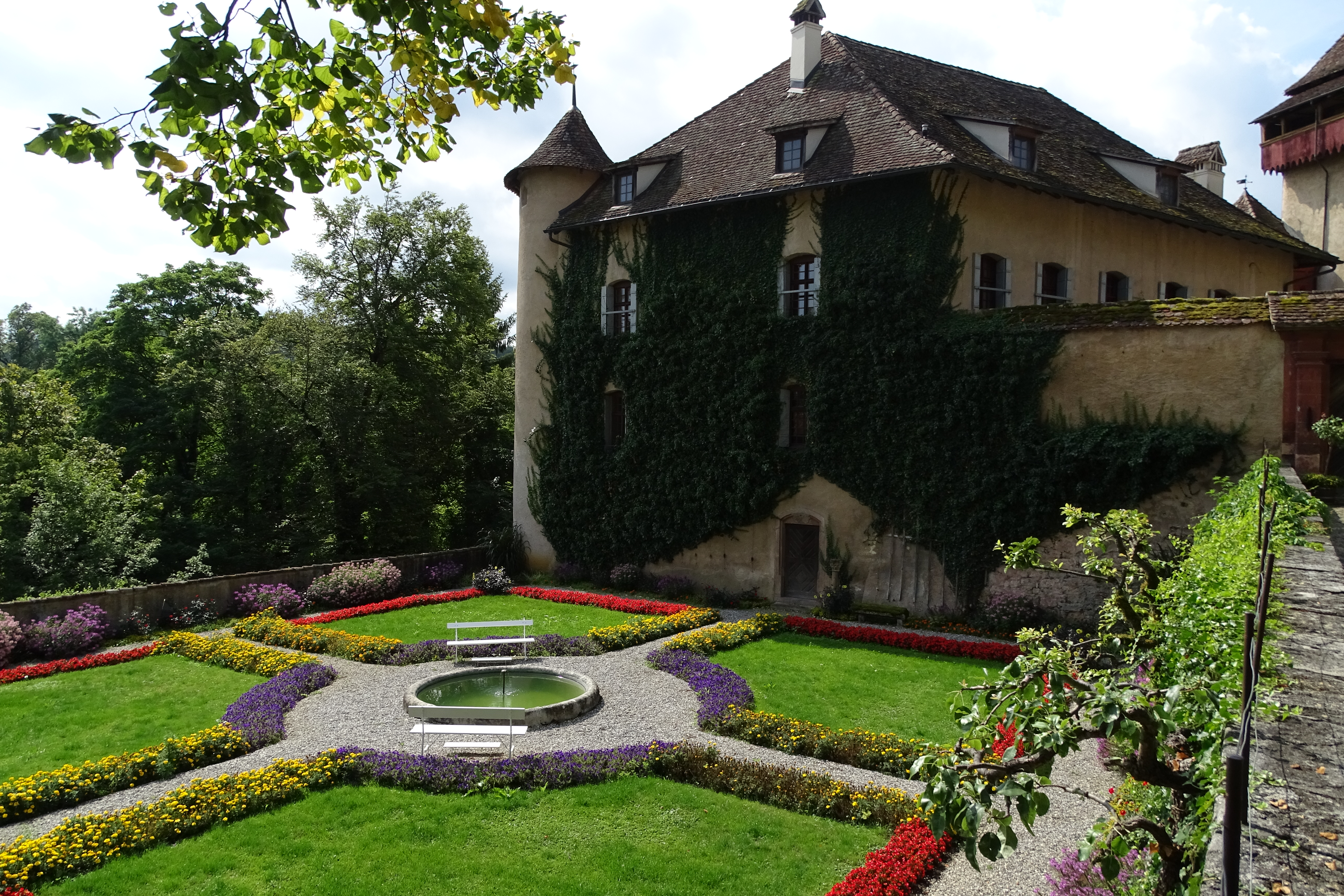
Das Schloss Wildenstein in Bubendorf, Lustgarten

- Dichter- und Stadtmuseum Liestal, Liestal
- Römerstadt Augusta Raurica, u. a. mit Amphitheater, Augst
- Schloss Binningen, Binningen
- Schloss Bottmingen, Bottmingen
- Burg Reichenstein, Arlesheim
- Brüglinger Ebene und Villa Merian, Münchenstein/Basel
- Schloss Ebenrain, Sissach
- Englischer Landschaftsgarten zur Ermitage, Arlesheim
- Freidorf, Muttenz
- Kantonsmuseum Baselland, Liestal
- Schaulager, Münchenstein
- Schleifenbergturm, Liestal
- Schloss Wildenstein, Bubendorf

## Bildung

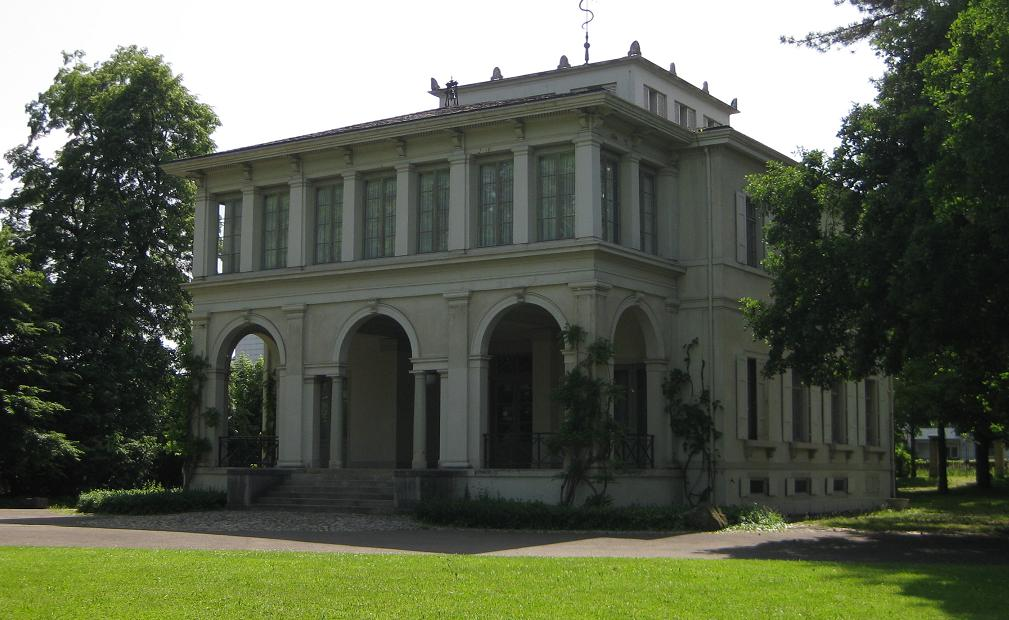
Die Villa Ehinger des Gymnasiums Münchenstein

Der Kanton, welcher gemeinsam mit dem Kanton Basel-Stadt Träger der Universität Basel sowie Teil der Fachhochschule Nordwestschweiz ist, fungiert sowohl als Universitäts- als auch Fachhochschulstandort. Des Weiteren zählt der Kanton über sein gesamtes Gebiet hinweg insgesamt fünf Maturitätsschulen.

### Universität und Hochschulen
- Hochschule für Gestaltung und Kunst Basel in Münchenstein
- Hauptcampus der Fachhochschule Nordwestschweiz in Muttenz
- Departement für Sport, Bewegung und Gesundheit der Universität Basel in Münchenstein
- Schweizerisches Tropen- und Public-Health-Institut in Allschwil

### Gymnasien
- Regionales Gymnasium Laufental-Thierstein in Laufen
- Gymnasium Liestal
- Gymnasium Muttenz
- Gymnasium Münchenstein
- Gymnasium Oberwil

## Verkehr
Das Baselbiet liegt an zwei Hauptverkehrsachsen.
Das Unterbaselbiet liegt an der Bahnlinie Basel–Laufen BL–Delsberg–Biel/Bienne bzw. Pruntrut–Belfort (Frankreich).
Das Oberbaselbiet liegt an der Haupt-Nord-Süd-Verkehrsachse Deutschland/Benelux–Gotthard/Lötschberg–Simplon–Italien.
Die Autobahn A2 sowie die Transit-Bahnlinie führen durch das Baselbiet.
Vom Kantonshauptort Liestal aus führen Intercity- und Interregio-Eisenbahnverbindungen in die ganze Schweiz.
Im Jahr 2023 lag der Motorisierungsgrad (Personenkraftwagen pro 1'000 Einwohner) bei 520. Neben Tempo-30-Zonen auf Gemeindestrassen wird Tempo 30 seit dem Jahr 2022 vermehrt auch auf Kantonsstrassen eingeführt. Jedoch konnte Andreas Dürr von der FDP und Präsident der ACS-Sektion beider Basel 2023 im Landrat erwirken, dass die Gemeinderäte nicht mehr beim Kanton Gesuche für Temporeduktionen stellen können, bevor sie nicht zuerst den jeweiligen Einwohnerrat oder die jeweilige Gemeindeversammlung dazu befragt haben. Der Verein Touring Club Schweiz (TCS) reichte im April 2023 die Initiative «Tempo 30 – nur mit Zustimmung des Volkes» bei der Baselbieter Landeskanzlei ein.
Künftig soll die Koordination von Unfallräumungen und des Abschleppwesens von der Medicall AG, einer Tochtergesellschaft der Helvetia-Gruppe, übernommen werden.

## Geschichte

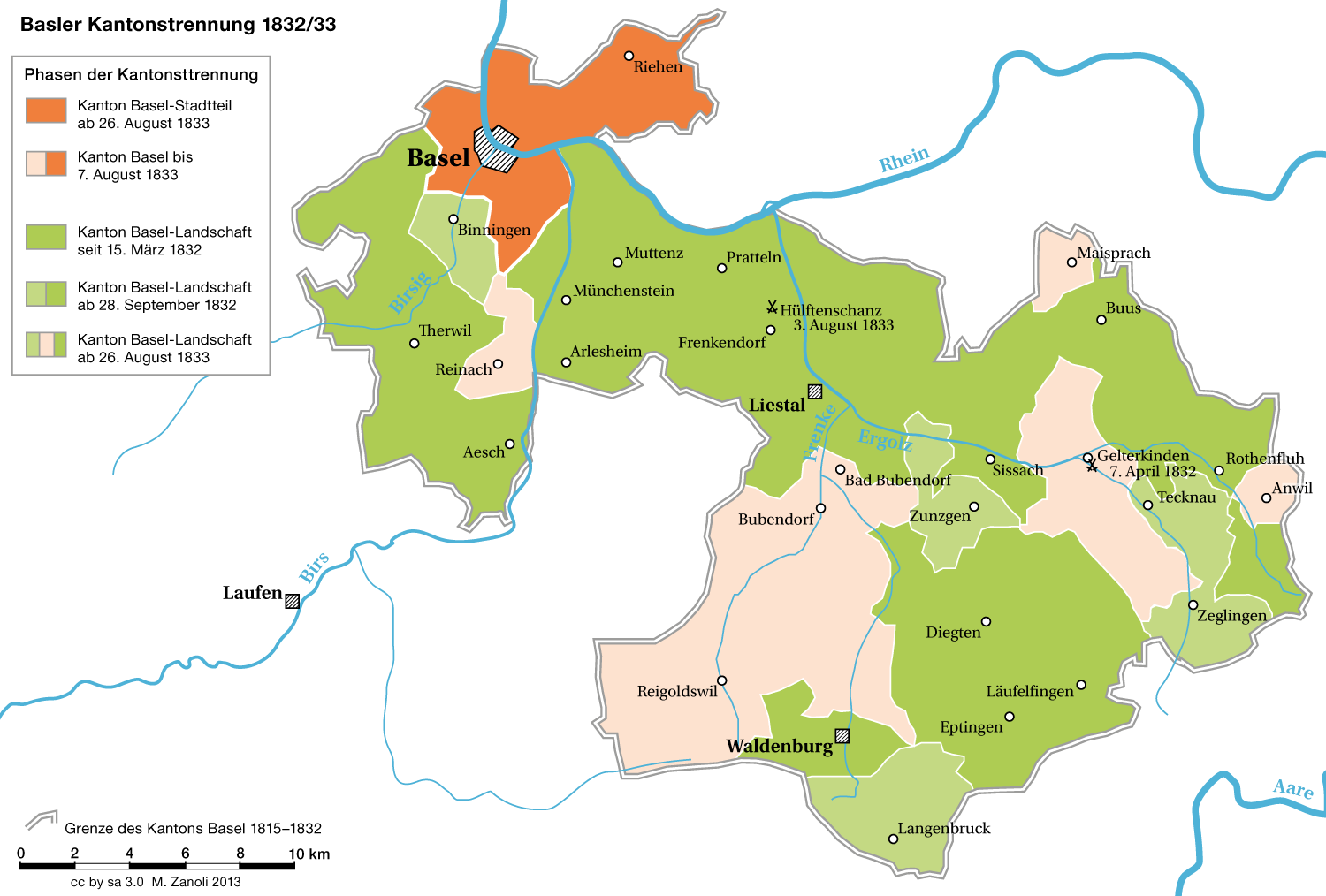
Karte zur Basler Kantonstrennung in den Jahren 1832/33

Auf dem Gebiet des heutigen Kantons Basel-Landschaft lagen vor den napoleonischen Umwälzungen Teile des Fürstbistums Basel sowie des Untertanengebiets der Stadt Basel, die 1501 der Schweizerischen Eidgenossenschaft beigetreten war. Erst 1815 gelangten durch Verfügung des Wiener Kongresses neun Gemeinden des aufgelösten Fürstbistums Basel an die Stadt Basel, während das übrige Fürstbistum dem Kanton Bern zugeschlagen wurde.
Im Jahr 1832 wehrten sich die Landgemeinden gegen die Dominanz der noch patrizisch regierten Stadt Basel. Die linksrheinischen Gemeinden konstituierten sich als selbständiger «Halbkanton» Basel-Landschaft und gaben sich eine liberale, repräsentative Verfassung. Der neue Kanton wurde 1833 von der Tagsatzung der Eidgenossenschaft anerkannt (siehe: Basler Kantonstrennung).
Die letzte Hinrichtung im Kanton wurde am 15. Oktober 1851 an dem wegen Raubmords verurteilten Hyazinth Bayer vollzogen.
Infolge innerer Spannungen gab sich der Kanton im 19. Jahrhundert mehrfach neue Verfassungen: Beschränkung von Kompetenzstreitigkeiten 1838 und 1850, Durchbruch der Demokratischen Bewegung 1863, Ausbau der Demokratie, Grundlage für Förderung der Wohlfahrt und für Erhebung der Staatssteuer 1892. Die heutige, sechste Verfassung von 1984 brachte eine erneute Erweiterung der Volksrechte (u. a. erster Ombudsmann der Schweiz) und stellt im Übrigen eine formale Neufassung der im Laufe von fast hundert Jahren über zwei Dutzend Mal geänderten Verfassung von 1892 dar.
Im Jahr 1994 schloss sich infolge einer Volksabstimmung das bisher bernische Laufental dem Kanton Basel-Landschaft an (siehe Kantonswechsel des Laufentals).
Versuche einer Wiedervereinigung mit Basel-Stadt wurden 1936, 1969 und 2014 unternommen, scheiterten aber jedes Mal. Ende September 2014 wurde in den Kantonen Basel-Stadt und Basel-Landschaft über eine Fusionsinitiative abgestimmt, welche die Einrichtung eines gemeinsamen Verfassungsrates zum Ziel hatte. Sie wurde im Stadtkanton mit 55 Prozent angenommen, im Landkanton aber mit über 68 Prozent abgelehnt und wird darum nicht weiterverfolgt. In Basel-Landschaft besteht seit 1988 ein Verfassungsgebot zur staatlichen Eigenständigkeit, die Verfassung von Basel-Stadt enthielt hingegen bis zur Totalrevision 2006 ein Wiedervereinigungsgebot.

## Verwaltungsgliederung

### Politische Gemeinden

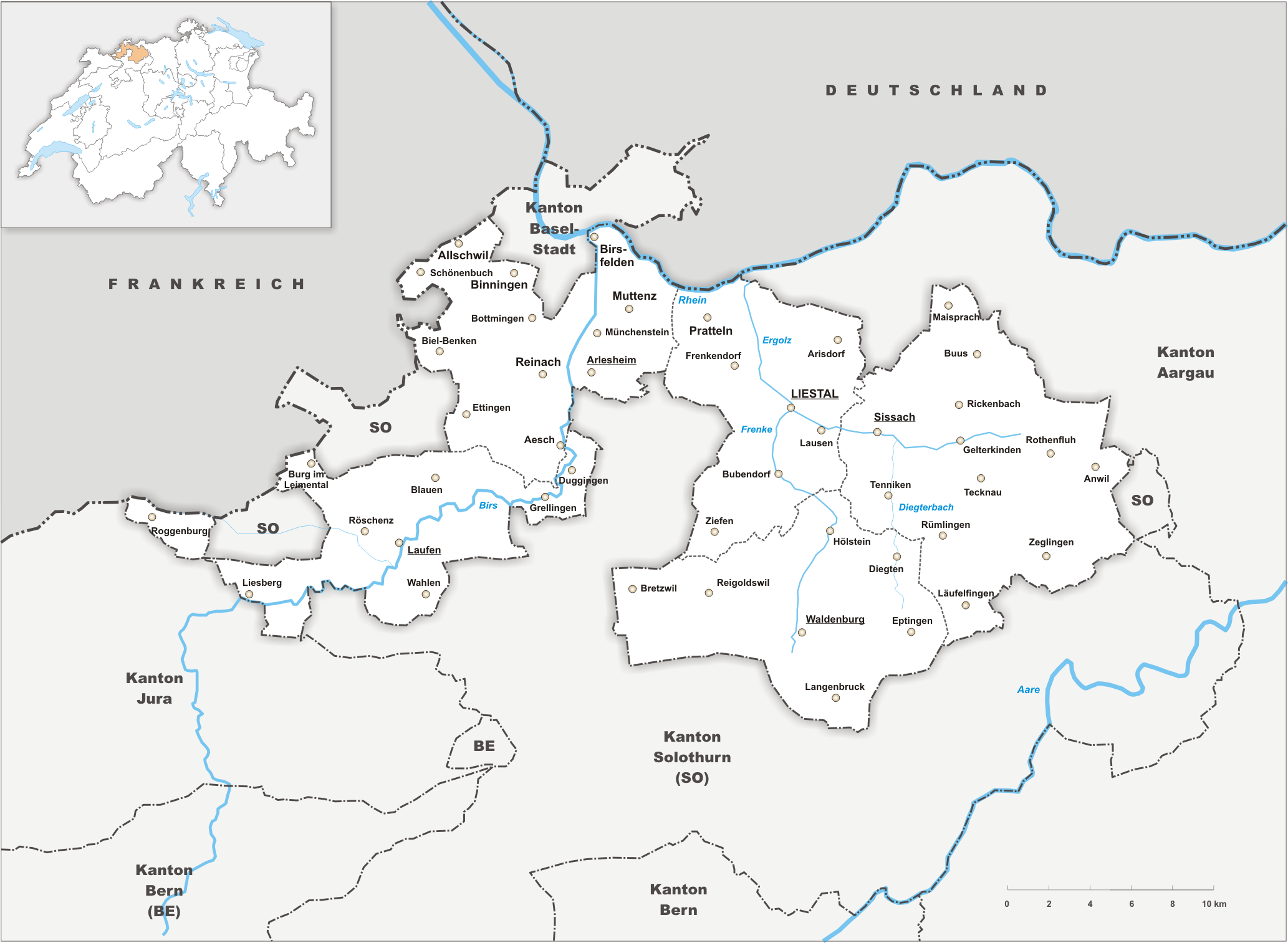
Städte und Orte des Kantons Basel-Landschaft

Nachfolgend aufgelistet sind die politischen Gemeinden mit mehr als 10'000 Einwohnern per 31. Dezember 2023:
| Politische Gemeinde | Einwohner |
| ------------------- | --------- |
| Allschwil           | 22'110    |
| Reinach             | 20'258    |
| Muttenz             | 18'234    |
| Pratteln            | 16'566    |
| Liestal, Hauptort   | 15'834    |
| Binningen           | 15'664    |
| Münchenstein        | 12'304    |
| Oberwil             | 11'498    |
| Aesch               | 10'745    |
| Birsfelden          | 10'338    |

Bemerkenswert hierbei ist, dass es sich bei den einwohnerstärksten Gemeinden des Kantons mit Ausnahme Liestals um Gemeinden im Agglomerationsgürtel der Stadt Basel handelt.

### Bezirke

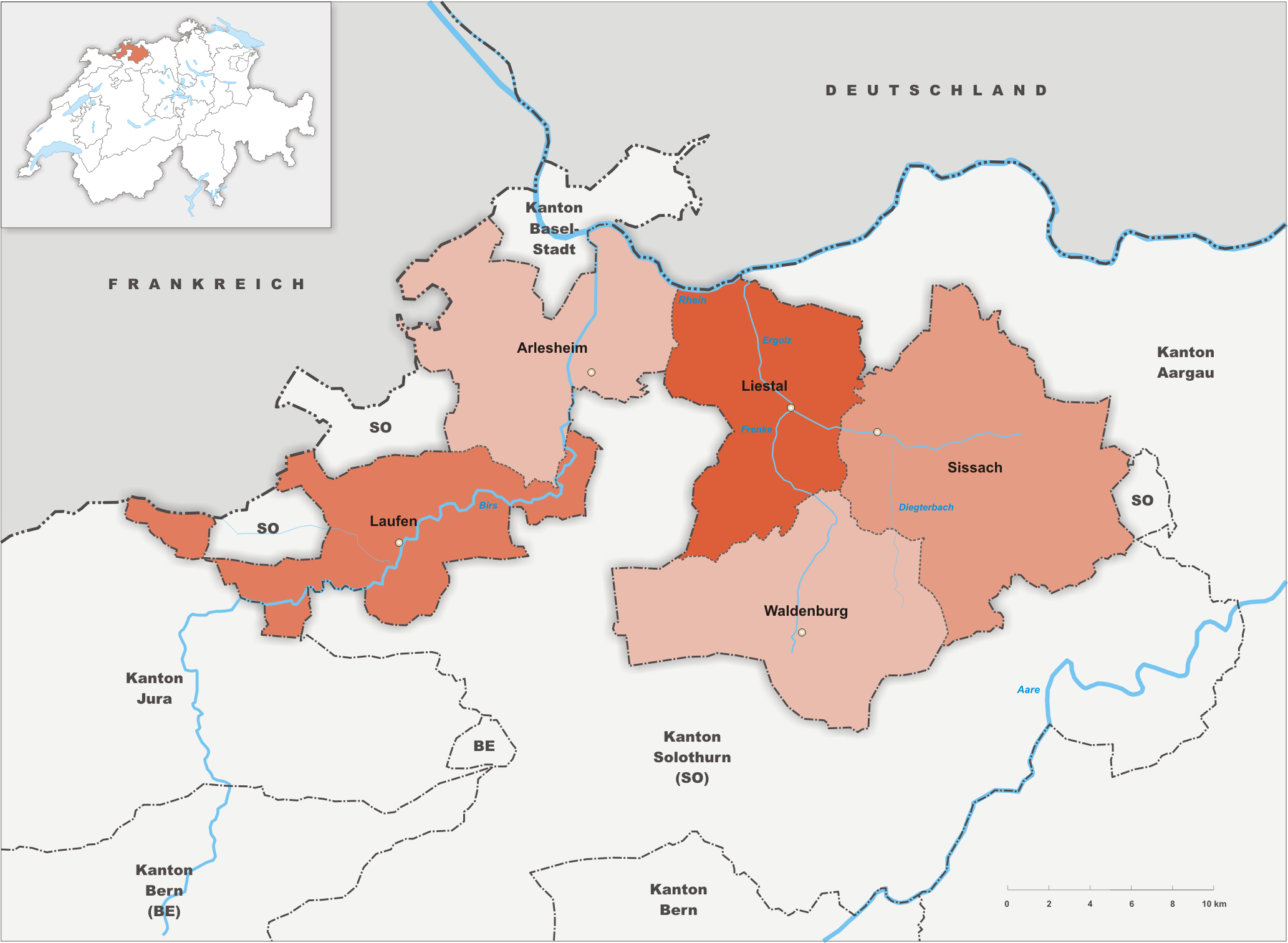
Bezirke des Kantons Basel-Landschaft

Aus den ursprünglich vier wurden mit der Aufnahme des ehemals bernischen Laufentals fünf Bezirke (Einwohnerzahlen per 31. Dezember 2023):
| Bezirk     | Einwohner im Bezirk | Hauptort   | Einwohner im Hauptort |
| ---------- | ------------------- | ---------- | --------------------- |
| Arlesheim  | 160'612             | Arlesheim  | 09385                 |
| Laufen     | 021'091             | Laufen     | 05974                 |
| Liestal    | 063'597             | Liestal    | 15'834                |
| Sissach    | 037'163             | Sissach    | 06851                 |
| Waldenburg | 016'374             | Waldenburg | 01108                 |